# 1110
Високе Середньовіччя  •  Золота доба ісламу  •  Реконкіста  •  Хрестові походи  •  Київська Русь

## Геополітична ситуація
Візантію очолює Олексій I Комнін (до 1118). Генріх V є королем Німеччини (до 1125), Людовик VI Товстий став королем Франції (до 1137).
Апеннінський півострів розділений: північ належить Священній Римській імперії, середню частину займає Папська область, південна частина півострова окупована норманами. Деякі міста півночі: Венеція, Піза, Генуя, мають статус міст-республік.
Південь Піренейського півострова захопили Альморавіди. Північну частину півострова займають християнські Кастилія, Леон (Астурія, Галісія), Наварра та Арагон, Барселона. Королем Англії є Генріх I Боклерк (до 1135), королем Данії Нільс I (до 1134).
У Київській Русі княжить Святополк Ізяславич (до 1113). У Польщі триває боротьба за владу між князями Збігнєвом та Болеславом. На чолі королівства Угорщина стоїть Коломан I (до 1116).
На Близькому сході існують держави хрестоносців: Єрусалимське королівство, Антіохійське князівство, Едеське графство, графство Триполі. Сельджуки окупували Персію та Малу Азію, в Єгипті владу утримують Фатіміди, у Магрибі панують Альморавіди, у Середній Азії правлять Караханіди, Газневіди втримують частину Індії. У Китаї продовжується правління династії Сун. На півдні Індії домінує Чола. В Японії триває період Хей'ан.

## Події
- Похід князів Київської Русі проти половців повернув назад через падіж коней.
- Папа Римський Пасхалій II поновив декрет проти світської інвеститури. Король Німеччини Генріх V розпочав похід в Італію на чолі 30-тисячного війська.
- Хрестоносці взяли Бейрут та Сідон.
- Правитель Мосула Модуд відвоював від Едеського графства землі на схід від Євфрату.
- Інге II Молодший став співправителем Швеції.